# COMSOL Multiphysics
 (juin 2015).
Si vous disposez d'ouvrages ou d'articles de référence ou si vous connaissez des sites web de qualité traitant du thème abordé ici, merci de compléter l'article en donnant les références utiles à sa vérifiabilité et en les liant à la section « Notes et références ».
COMSOL Multiphysics est un logiciel de simulation numérique basé sur la méthode des éléments finis. Ce logiciel permet de simuler de nombreuses physiques et applications en ingénierie, et tout particulièrement les phénomènes couplés ou simulation multi-physiques.

## Historique
Le logiciel COMSOL et la société correspondante ont été créés en 1986 par des étudiants de Germund Dahlquist, dans la suite de son cours consacré à la simulation numérique à l'Institut royal de technologie (KTH) à Stockholm en Suède. La première version de COMSOL Multiphysics est sortie en 1998.
La version initiale (avant 2005) de COMSOL Multiphysics s'appelait FEMLAB.

## Principe d'utilisation
L'utilisateur définit ses couplages ou sélectionne les interfaces prédéfinies. Les différentes étapes du processus de modélisation - définir la géométrie, les propriétés matériaux, le maillage, choisir la ou les physiques, résoudre et afficher les résultats - sont intégrées dans une seule interface. Des modules d'applications optionnels offrent des interfaces spécialisées notamment en mécanique linéaire et non linéaire, acoustique, écoulement, transfert de chaleur, génie chimique, géophysique, électromagnétisme basse et haute fréquence, corrosion, plasma, suivi de particules, optimisation, MEMS, ainsi qu'avec les logiciels de CAO et Matlab.
Ce logiciel est multiplateforme (Windows, Mac, Linux). En plus des physiques précitées, COMSOL Multiphysics autorise l'utilisateur à définir ses propres systèmes d'équations aux dérivées partielles (EDP), soit sous forme différentielle, soit sous formulation faible. Les couplages avec des équations aux dérivées ordinaires (EDO) et des équations algébro-différentiels (EAD) sont également possibles.